# ترکت می‌کنم مادرید
«ترکت می‌کنم مادرید» تک‌آهنگی از هنرمند اهل کلمبیا شکیرا است که در سال ۲۰۰۲ میلادی منتشر شد. این تک‌آهنگ در آلبوم سرویس رختشویی (آلبوم) قرار داشت.